# پل سیاهرود
پل سیاهرود مربوط به دوره پهلوی است و در شهرستان رودبار، بخش مرکزی، روستای سیاهرود واقع شده و این اثر در تاریخ ۱۴ مرداد ۱۳۸۲ با شمارهٔ ثبت ۹۳۹۹ به‌عنوان یکی از آثار ملی ایران به ثبت رسیده است.